# Sant Serni de la Pedra
Sant Serni de la Pedra és l'església parroquial de la Pedra, al municipi de la Coma i la Pedra (Solsonès), inclosa a l'Inventari del Patrimoni Arquitectònic de Catalunya.

## Descripció

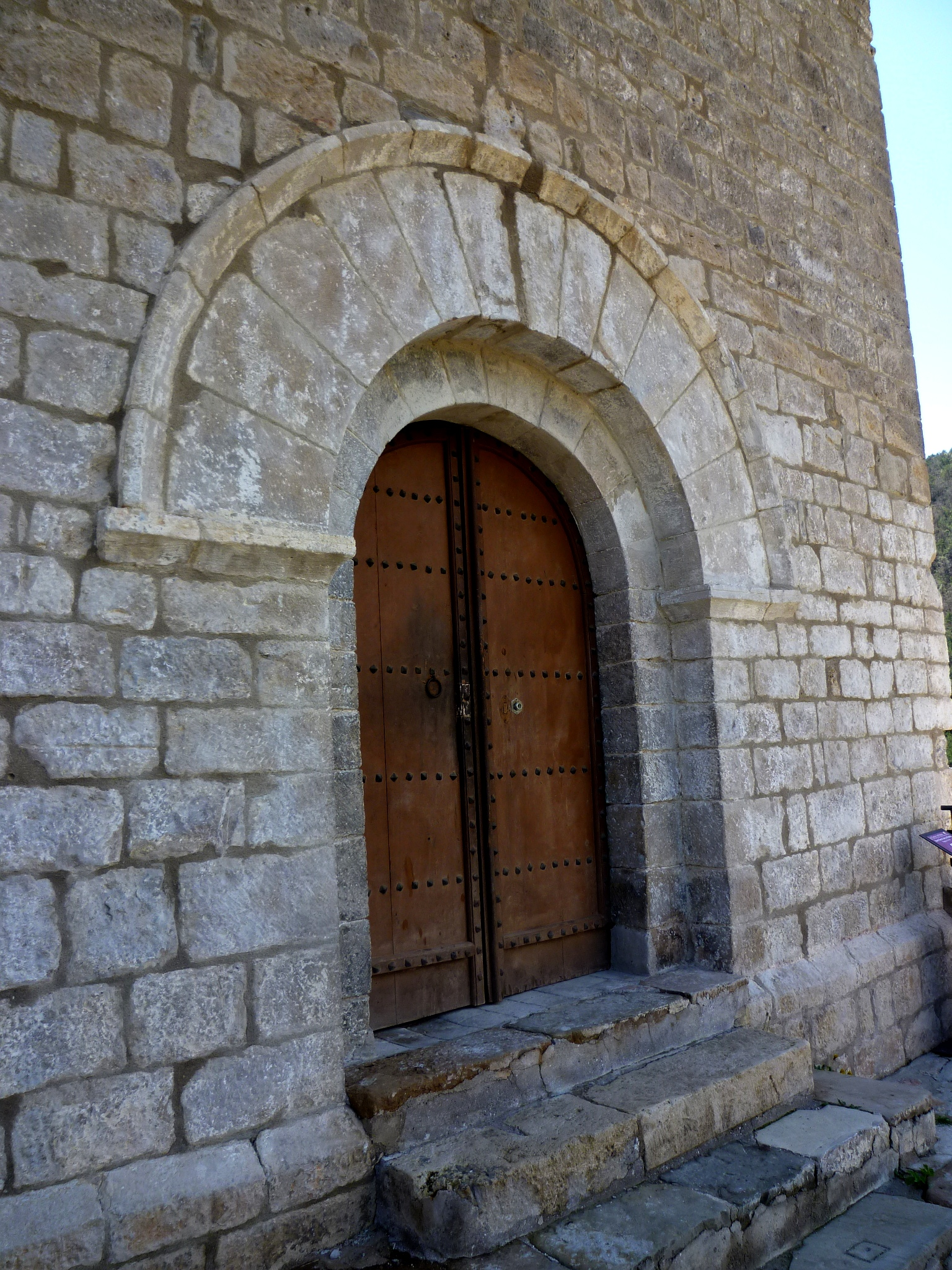
Portal

Església romànica molt modificada d'una sola nau, coberta amb volta de canó amb un transsepte marcat i orientada a llevant. Conserva part dels murs originals així com la porta adovellada d'arc de mig punt.
La construcció fou sobrealçada i es va afegir una cambra rectangular que fa de sagristia, coberta amb una teulada a dos vessants més baixa que la de l'església, també coberta a doble vessant. Entre el campanar i l'absis alt, encara es veu una paret amb aparell romànic i amb una finestra d'arc de mig punt monolític. El campanar és una torre massissa quadrada, adossada al mur del costat de l'evangeli i molt deformada i amb una finestra de doble esqueixada.

## Història
L'església de Sant Serni de la Pedra s'esmenta en l'acta de consagració de l'església de Santa Maria de la Seu d'Urgell (839 ?). La primera consagració data del segle x, concretament de l'any 962 pel bisbe Guisard II. Aquesta església havia estat ja consagrada, però degut a la profanació de què fou objecte pels homes del lloc, fou consagrada de nou i confirmats els seus béns posseïts des de seixanta anys enrere. El bisbe Sant Ermengol la va cedir en el seu testament de l'any 1035 a Santa Maria d'Urgell. L'any 1057 fou de nou consagrada pel bisbe Guillem Guifré de la Seu.
El monestir de Sant Llorenç de Morunys tenia possessions dins la parròquia de la Pedra. L'any 1196 l'abat de Tavèrnoles estableix a dos habitants de la Pedra en els masos que Sant Llorenç té en dita parroquial: l'un sota el castell, al lloc del Solà i l'altre al camí que va als molins del monestir.